# 韦克菲尔德战役
韦克菲尔德战役（英語：Battle of Wakefield）是英格兰玫瑰战争中的一场重要战役，发生在1460年12月30日西约克郡的韦克菲尔德，交战双方是忠于亨利六世的兰开斯特军队和觊觎王位的约克公爵理查的军队。此前，理查已通过调解法案取代了亨利六世独子爱德华的王储地位。兰开斯特军或达18000人，而约克军充其量只有9000人。约克公爵及其次子律倫伯爵埃德蒙在此战中阵亡，同时被杀的还有其重要盟友沃里克伯爵理查德·內維爾的父亲索爾斯伯利伯爵理察·內維爾和弟弟托馬斯·內維爾，约克军死亡700-2500人，而兰开斯特军可能只损失200人。阵亡的约克公爵被戴上纸糊的王冠悬首约克城以示嘲讽。
虽然兰开斯特军杀死了敌军的首领，但玫瑰战争并未结束，约克公爵的长子爱德华继承了父亲的衣钵，成为约克家族新的首领。